# Śląsk (miesięcznik)
Śląsk – miesięcznik społeczno-kulturalny i literacki ukazujący się od 1 listopada 1995 w Katowicach, wydawany przez Górnośląskie Towarzystwo Literackie w Katowicach oraz Bibliotekę Śląską. W czasopiśmie poruszane są problemy historyczne, społeczne, gospodarcze, ekonomiczne i kulturowe dotyczące Górnego Śląska. Wydawane jest w formacie zbliżonym do A4. Każdy numer liczy zwykle 80 stron, w tym 16 stron barwnych, plus barwna okładka. Cena pojedynczego numeru w 1996 r. wynosiła 3,- zł, na początku 2021 r. - 7,- zł. Nakład numeru 300. (wrzesień 2020) wynosił 1700 egzemplarzy.
Czynnikiem decydującym o powołaniu pisma było utworzenie w 1992 r. Górnośląskiego Towarzystwa Literackiego, które za jedno ze swoich głównych zadań uznało podjęcie wydawania miesięcznika społeczno-kulturalnego, apolitycznego, niezależnego, funkcjonującego ponad podziałami, o szerokim zakresie zainteresowań i ponadregionalnym zasięgu. 2 czerwca 1993 r. Sąd Wojewódzki w Warszawie potwierdził prawo do używania tytułu "Śląsk". Pierwszy lokal redakcji mieścił się w Katowicach przy ul. 3 Maja.
Redaktorem naczelnym od momentu powstania pisma do grudnia 2012 (nr 206) był Tadeusz Kijonka. Pierwszy zespół redakcyjny tworzyli ponadto: Wiesława Konopelska (sekretarz redakcji), Krzysztof Karwat (dział kulturalny), Marian Kisiel (dział krytyki i eseju), Jan F. Lewandowski (dział społeczno-historyczny), Wojciech Łuka (dział grafiki), Feliks Netz (zastępca redaktora naczelnego).
Stanowiska redaktorów naczelnych zajmowali następnie: od stycznia 2013 (nr 207) do czerwca 2013 (nr 212) Krystian Gałuszka, od lipca 2013 (nr 213) do kwietnia 2014 (nr 221) Witold Turant, od maja 2014 (nr 222) do maja 2015 (nr 234) Dariusz Rott, od czerwca 2015 (nr 235) do listopada 2017 (nr 264) Wiesława Konopelska, od stycznia 2018 (nr 266) do grudnia 2022 (nr 327) Tadeusz Sierny (zm. 27 listopada 2022). Od stycznia 2023 (nr 328) redaktorem naczelnym jest Marian Kisiel.
W 2004 r. przychody własne pisma pokrywały ok. 40-50% kosztów jego funkcjonowania, od 2013 brakującą część zapewniają dotacje Urzędu Marszałkowskiego w Katowicach (początkowo Urzędu Wojewódzkiego), katowickiego Urzędu Miejskiego oraz (w niewielkim stopniu) Ministerstwa Kultury.
W ciągu blisko 30. lat wydawania pisma (do numeru 331. z kwietnia 2023 r.) na jego łamach publikowało ponad 2000 autorów, w tym kilkudziesięciu stałych współpracowników.
Czasopismo dostępne jest w sprzedaży bieżącej i w prenumeracie, również w wersji elektronicznej.

## Nagroda
Miesięcznik „Śląsk” został uhonorowany prestiżową nagrodą i medalem Zygmunta Glogera, które przyznaje Społeczne Stowarzyszenie Prasoznawcze „Stopka” wraz z ministrem kultury i dziedzictwa narodowego. We wrześniu 2016 roku „Śląsk” zdobył wyróżnienie w konkursie Marka Śląskie w kategorii mediów.